# Restaurantul UFO din Bratislava

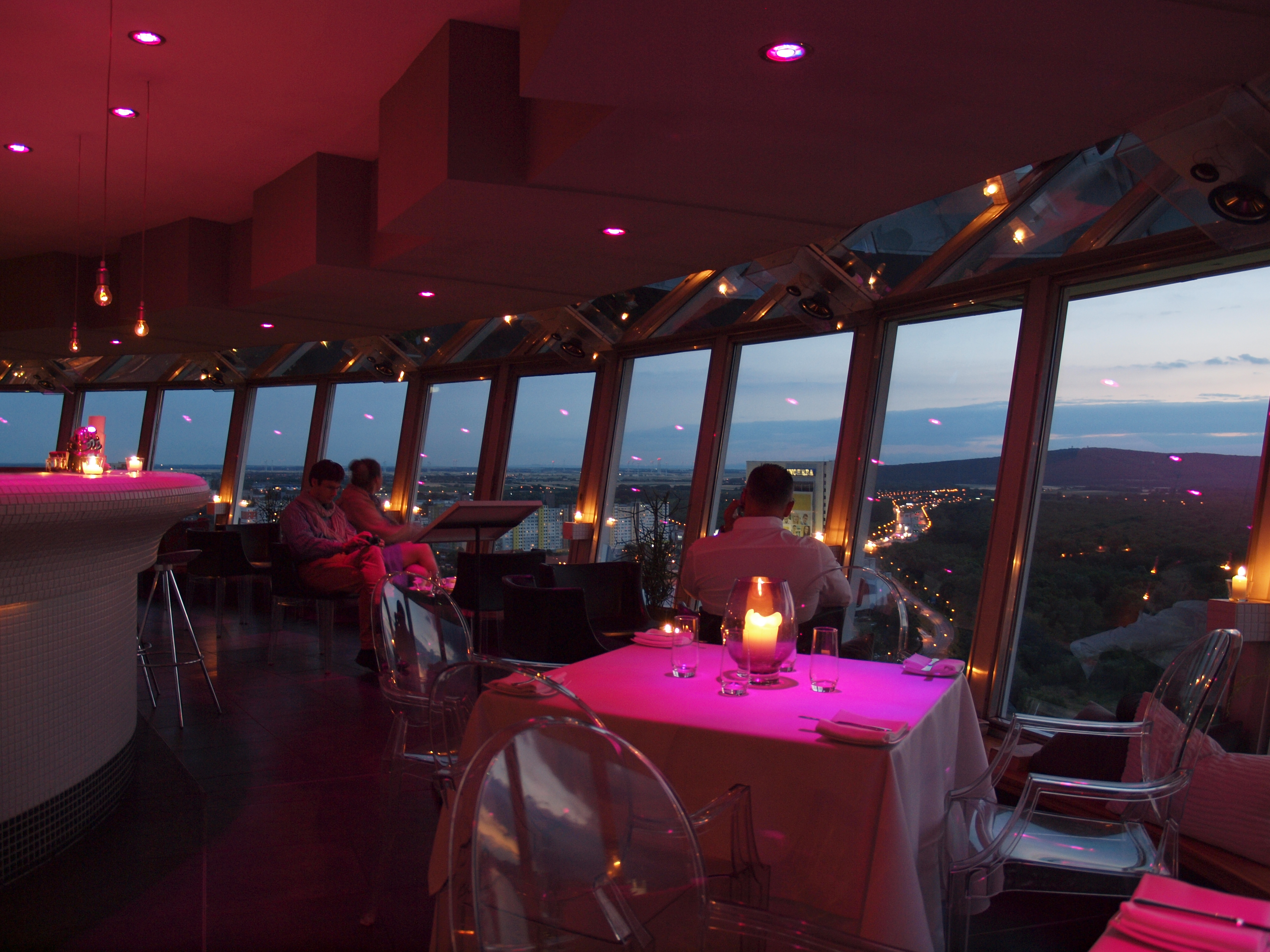
Interiorul restaurantului.

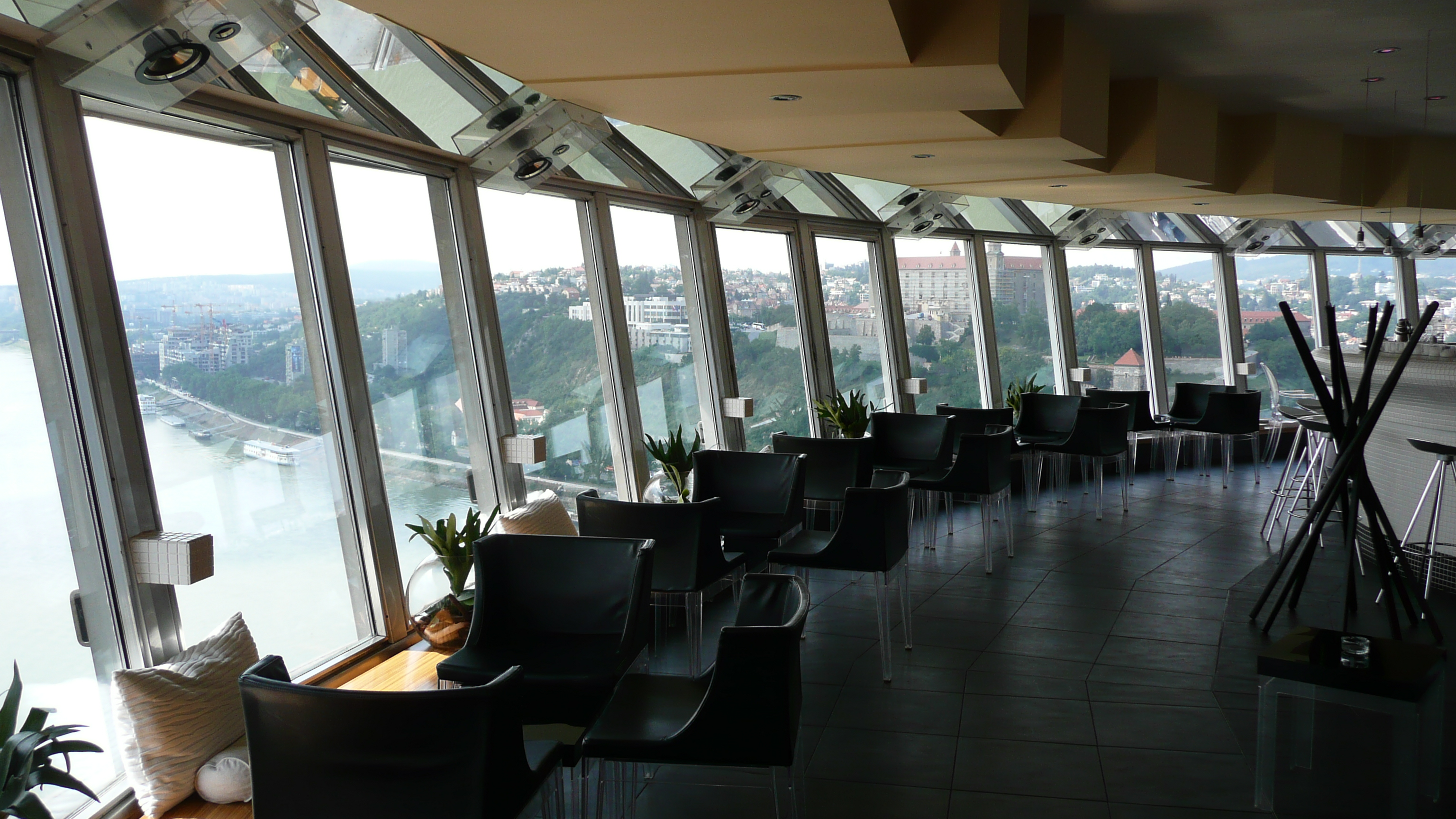
Interiorul restaurantului.

UFO (anterior Bystrica) este un restaurant în centrul orașului Bratislava (Slovacia). El este situat în vârful podului SNP de peste Dunăre. A primit premiul Restaurantul Anului în 2011. Denumirea "UFO" provine de la forma restaurantului care seamănă cu o farfurie zburătoare. Podul SNP și restaurantul UFO din vârful lui sunt unele dintre cele mai renumite și cele mai importante obiective turistice din Bratislava.
Restaurantul este situat în partea de sus a pilonului de sprijin al podului. Accesul la restaurantul este disponibil prin două ascensoare situate pe căile pietonale și pentru cicliști de pe fiecare parte a podului. Principala cale de rulare a podului SNP este numai pentru circulația auto. În vârful restaurantului este o punte de observație separată oferind panorame asupra întregii Bratislave. Accesul la ascensoare costă 6 €, dar atunci când cei care urcă mănâncă în restaurant, taxa este scăzută din nota de plată.
Restaurantul servește atât bucate tradiționale slovace, cât și din bucătăria internațională. Restaurantul își descrie bucătăria sa ca "mediterasiană".